# Другой «Челси». История из Донецка
«Другой Челси. История из Донецка» (англ. The Other Chelsea. A Story from Donetsk; Германия, 2010) — документальный фильм режиссёра Якоба Пройсса.
Победил на кинофестивале имени Макса Офюльса-2011 в номинации «Лучший документальный фильм».

## В ролях
- Николай Александрович Левченко
- Александр Борисович Щукин
- Владимир Степанович Киян
- Валентина Григорьевна Сулько